# Адальберт фон Бланк
Адальберт фон Бланк (нім. Adalbert von Blanc; 11 липня 1907, Вільгельмсгафен — 7 листопада 1976, Фленсбург) — німецький офіцер, фрегаттен-капітан крігсмаріне, адмірал флотилії бундесмаріне. Кавалер Лицарського хреста Залізного хреста з дубовим листям.

## Біографія
В 1926 році поступив на службу в рейхсмаріне, служив на тральщиках. З 26 серпня 1939 року — 1-й офіцер допоміжного крейсера «Оріон», взяв учать у декількох вдалих рейдах. 1 жовтня 1941 року переведений у розпорядження адмірала-командувача військово-морською станцією «Остзе». З 4 грудня 1941 року — офіцер Адмірал-штабу в штабі 2-ї охоронної дивізії.
8 вересня 1943 року очолив 2-гу флотилію тральщиків-шукачів, а 30 березня 1944 року прийняв командування 2-ю охоронною дивізією. З 10 жовтня 1944 року — командир 9-ї охоронної дивізії. Брав участь в евакуації військовослужбовців і цивільного населення з Курляндії. В останні місяці війни Бланк надавав підтримку наземним військам, а також провів ряд операцій з евакуації німецьких громадян з територій, яки мали зайняти радянські війська. В травні 1945 року інтернований британськими військами.
15 серпня 1945 року звільнений і зарахований у ВМС, з серпня 1945 по 31 грудня 1947 року командував 1-ю дивізією тральщиків зі штаб-квартирою в Кілі, з 16 березня 1948 по 30 червня 1951 року — з'єднанням тральщиків прикордонної охорони, з 1 липня 1951 по 31 грудня 1952 року очолював навчальну і ремонтну групи прикордонної морської охорони в Куксгафені та Кілі. В 1956 році Бланк був призначений начальником штабу Командування береговою прикордонною охороною, а в лютому 1957 року був переведений в бундесмаріне. 30 вересня 1964 року вийшов у відставку.

## Звання
- Матрос (1 квітня 1926)
- Морський кадет (12 жовтня 1926)
- Єфрейтор (1 квітня 1927)
- Фенріх-цур-зее (1 квітня 1928)
- Обермат (1 липня 1928)
- Оберфенріх-цур-зее (1 червня 1930)
- Лейтенант-цур-зее (1 жовтня 1930)
- Оберлейтенант-цур-зее (1 квітня 1933)
- Капітан-лейтенант (1 квітня 1936)
- Корветтен-капітан (1 квітня 1941)
- Фрегаттен-капітан (1 квітня 1944)
- Штабскапітан (1 липня 1951)
- Оберштабскапітан (24 червня 1954)
- Капітан-цур-зее (1 липня 1956)
- Адмірал флотилії (8 вересня 1961)

## Нагороди
- Медаль «За вислугу років у Вермахті»
  - 4-го класу (4 роки; 2 жовтня 1936)
  - 3-го класу (12 років; 1 квітня 1938)
- Медаль «У пам'ять 1 жовтня 1938» (20 грудня 1939)
- Залізний хрест
  - 2-го класу (15 вересня 1940)
  - 1-го класу (17 жовтня 1940)
- Нагрудний знак допоміжного крейсера (23 серпня 1941)
- Німецький хрест в золоті (11 вересня 1942)
- Нагрудний знак мінних тральщиків (25 березня 1943)
- Відзначений у щоденній доповіді «Вермахтберіхт»
  - «В семитижневому бою біля острова Езель і в останньому бою на Сворбе охоронні загони ВМС під командуванням фрегаттен-капітана Браунайса і фрагеттен-капітана Кіффера відзначились успішною обороною узбережжя від переважаючих радянських ВМС. Особливого визнання заслуговують досягнення бойових екіпажів наших поромів і тральщиків під керівництвом командира 9-ї охоронної дивізії, фрегаттен-капітана фон Бланка.» (25 листопада 1944)
- Лицарський хрест Залізного хреста з дубовим листям
  - Лицарський хрест (27 листопада 1944) — 280-й кавалер серед службовців крігсмаріне.
  - Дубове листя (№ 866; 10 травня 1945) — останній (882-й) нагороджений.
- Фронтова планка моряка в бронзі (1945)
- Нарукавна стрічка «Курляндія» (1945)
- Командорський хрест ордена «За заслуги перед Федеративною Республікою Німеччина» (1964)